# Cymocythere cyma
Cymocythere cyma är en kräftdjursart som först beskrevs av Hobbs och Walton 1960.  Cymocythere cyma ingår i släktet Cymocythere och familjen Entocytheridae. Inga underarter finns listade i Catalogue of Life.